# 周政贤
周政贤（1928年—），男，汉族，河南固始人，中华人民共和国森林培育学家、政治人物。第七、八届全国政协委员。